# Folke Skoog
Pour les articles homonymes, voir Skoog.
Folke K. Skoog (15 juillet 1908 à Halland, Suède - 15 février 2001) était un physiologiste végétaliste suédois, pionnier dans le domaine des régulateurs de croissance, particulièrement les cytokinines. On lui doit notamment le test de Skoog qui sert à tester des substances à action hormonale, en observant leurs effets sur la division de cellules de moelle de tabac mises en culture.

## Biographie
Né à Halland en Suède, Skoog a émigré aux États-Unis pendant un voyage en Californie en 1925, et a été naturalisé presque une décennie plus tard. Il a couru (et termina sixième de sa série) les 1 500 mètres lors des Jeux olympiques de 1932. En 1936, il reçut son doctorat de biologie au Caltech pour son travail effectué sur les auxines, un type de régulateur de croissance végétale.
La carrière professionnelle de Skoog avança significativement avec son arrivée à l'Université du Wisconsin en 1947. Carlos Miller découvrit alors la kinétine en 1954 et la benzyl adénine, et d'autres composés apparentés furent synthétisés plus tard au laboratoire de Skoog.
En 1962, Skoog et Toshio Murashige publièrent ce qui est probablement l'article le plus connu dans le domaine de la culture de tissus végétaux. Dans une vaine tentative de découvrir un régulateur de croissance végétal jusqu'alors inconnu dans le jus de tabac lors de sa thèse de doctorat, Murashige et Skoog développèrent à la place une base saline grandement améliorée pour la culture du tabac en condition stérile, maintenant appelé milieu de Murashige et Skoog (milieu MS). L'article final est considéré comme l'un des plus souvent cités en biologie. Près de 45 ans après sa publication, le milieu MS demeure un composant essentiel de la culture de tissus de plante.
Skoog a reçu la National Medal of Science.